# Miloš Klika
Miloš Klika (ur. 3 kwietnia 1890 w Pradze, zm. 21 sierpnia 1962 tamże) – szermierz reprezentujący Czechy, uczestnik igrzysk w Sztokholmie w 1912 roku, gdzie startował indywidualnie we florecie i szpadzie.

## Występy na igrzyskach

### Turnieje indywidualne
| Igrzyska | Konkurencja | Runda I         | Ćwierćfinał     | Półfinał        | Finał           | Finał           |
| Igrzyska | Konkurencja | Walki przegrane | Walki przegrane | Walki przegrane | Walki przegrane | Miejsce         |
| -------- | ----------- | --------------- | --------------- | --------------- | --------------- | --------------- |
| LIO 1912 | Floret      | 3               | → Nie awansował | → Nie awansował | → Nie awansował | → Nie awansował |
| LIO 1912 | Szpada      | 3 Q             | 2 Q             | 5               | → Nie awansował | → Nie awansował |